# 阿列克谢·伊万诺维奇·列昂诺夫
阿列克谢·伊万诺维奇·列昂诺夫（俄语：Алексей Иванович Леонов，1902年5月20日—1972年11月14日），苏联军事人物，通信兵元帅（1961年）。

## 生平
1902年生于卡缅斯克。1918年参加苏俄红军。1921年毕业于政治培训班；1926年毕业于基辅联合军事学校。1928年加入联共（布）。自1932年起，在通信兵部队服役。1938年毕业于军事电工技术学院（现布琼尼军事通信学院）。1939年至1940年，任蒙古特别步兵第57军通信兵主任，期间参加了諾門罕戰役。1940年至1942年，历任外贝加尔军区通信兵部门负责人、通信兵主任。从1942年11月开始，历任西方面军通信兵副主任、西南方面军通信兵主任、乌克兰第二方面军通信兵主任、乌克兰第三方面军通信兵主任。1945年担任外贝加尔方面军通信兵主任，期间参加了蘇日戰爭。
1946年开始担任外贝加尔-阿穆尔军区通信兵主任。1947年转任远东通信兵主任。1951年毕业于总参谋部军事学院高级课程，并担任空军通信兵主任。1957年任国防部通信兵第一副主任，1958年升任主任。1961年5月6日晋升为通信兵元帅。1970年转任国防部总监团军事监察顾问。
1972年11月14日在莫斯科离世，安葬于新圣女公墓。
荣获列宁勋章二枚、红旗勋章六枚、一级库图佐夫勋章二枚、一级博格丹·赫梅利尼茨基勋章一枚、二级苏沃洛夫勋章一枚（1944年3月19日）、二级库图佐夫勋章二枚、红星勋章一枚。奖章及国外勋章多枚。

## 家庭
- 妻子：叶丽扎维塔·谢尔盖耶芙娜·列昂诺娃（Елизавета Сергеевна Леонова，1905年－1976年）
- 长子：尤里·阿列克谢耶维奇·列昂诺夫（1926年－1999年）：少校。
- 次子：阿纳托利·阿列克谢耶维奇·列昂诺夫（1933年－1980年）：上校。[4]